# Моя жизнь во Франции (книга)
«Моя жизнь во Франции» (англ. «My Life in France») — автобиографическая книга Джулии Чайлд, изданная в 2006 году в соавторстве с Алексом Прюдоммом, внучатым племянником её мужа.

## История
По словам Джулии Чайлд, это книга о вещах, самых любимых в её жизни: её муж, её «духовная родина» Франция и «большое удовольствие от кулинарии». Она представляет собой набор связанных автобиографических рассказов, в основном сосредоточенных на период между 1948 и 1954 годами, рассказывает о приобретенном кулинарном опыте Джулии и её мужа Пола, когда они жили в Париже, Марселе и Провансе.
Джулия описывает свою первую остановку в Париже, в ресторане «Корона» и то, как она впервые попробовала удивительную французскую кухню, вспоминает парижскую школу «Кордон Блё» и разногласия с владелицей школы мадам Брассарт, которая никогда не верила в её кулинарный талант.
Джулия также подробно описывает создание своей знаменитой кулинарной книги «Осваивая искусство французской кухни» и десять лет работы над ней, трудности в поиске подходящего издателя и в публикации второго тома, своё первое выступление на телевидении и последующий успех.
Текст содержит красивые черно-белые фотографии, сделанные Полом Чайлдом, а также семейные рисунки, стихи и открытки.

## Интересные факты
На основе этой книги планировался выход фильма о жизни Джулии и Пола Чайлд, но в то же время появилась книга Джули Пауэлл, поклонницы Джулии, и режиссёр объединила две супружеские пары в фильме Джули и Джулия: Готовим счастье по рецепту. Роль Джулии Чайлд в фильме исполнила Мерил Стрип, её работа была отмечена несколькими престижными кинопремиями, а также номинацией на премию Оскар. Практически все сцены с её участием были взяты из этой книги.